# Macrosemiidae

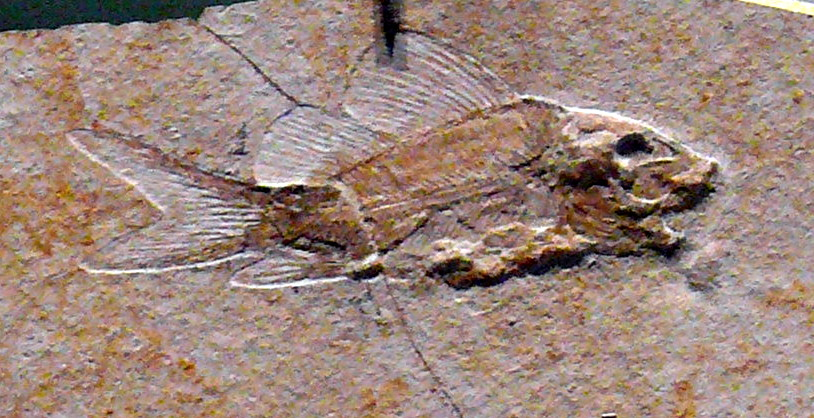
Histionotus oberndorferi

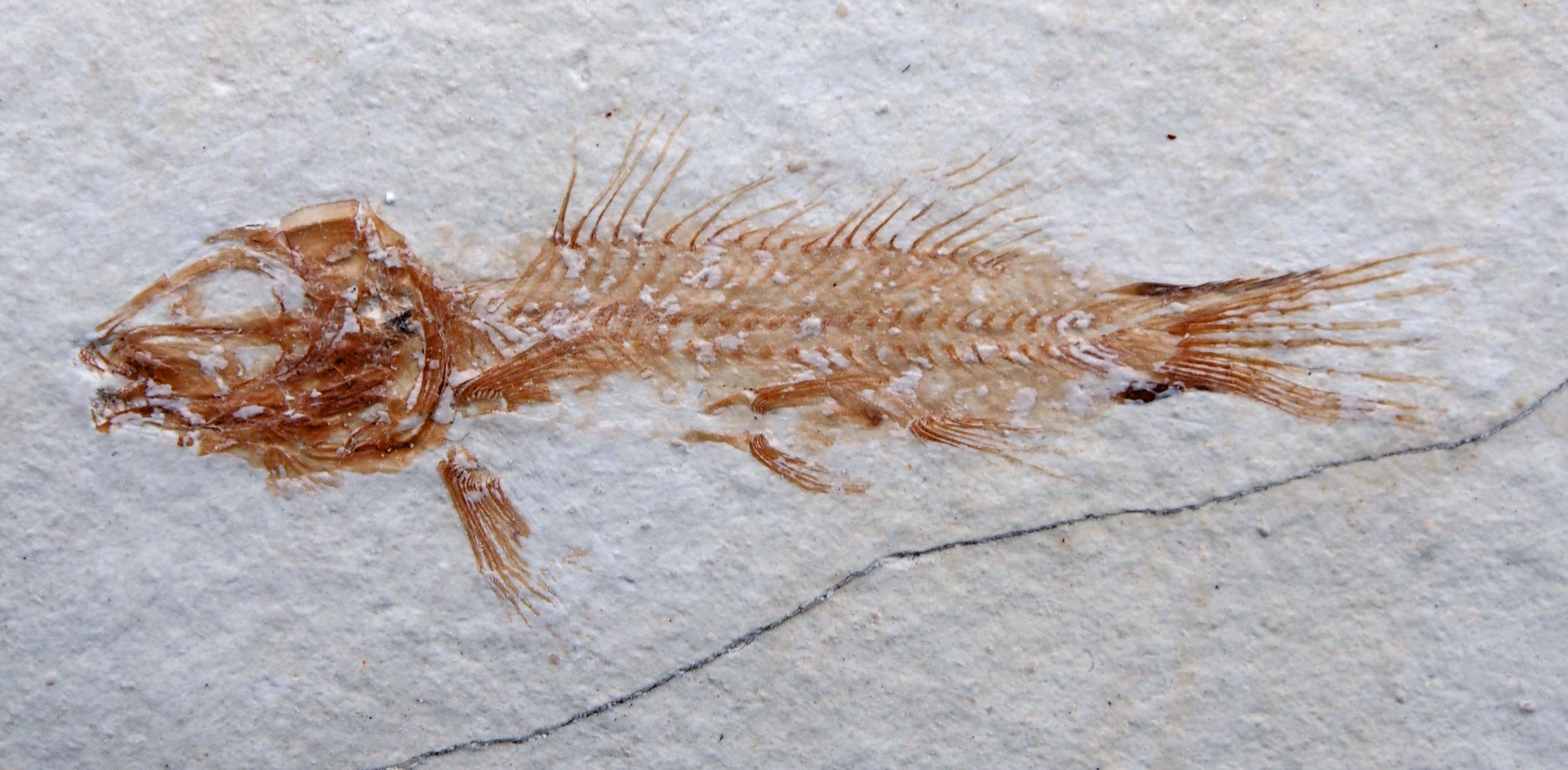
†Notagogus denticulatus aus dem Jura (Tithonium) von Painten, Deutschland.

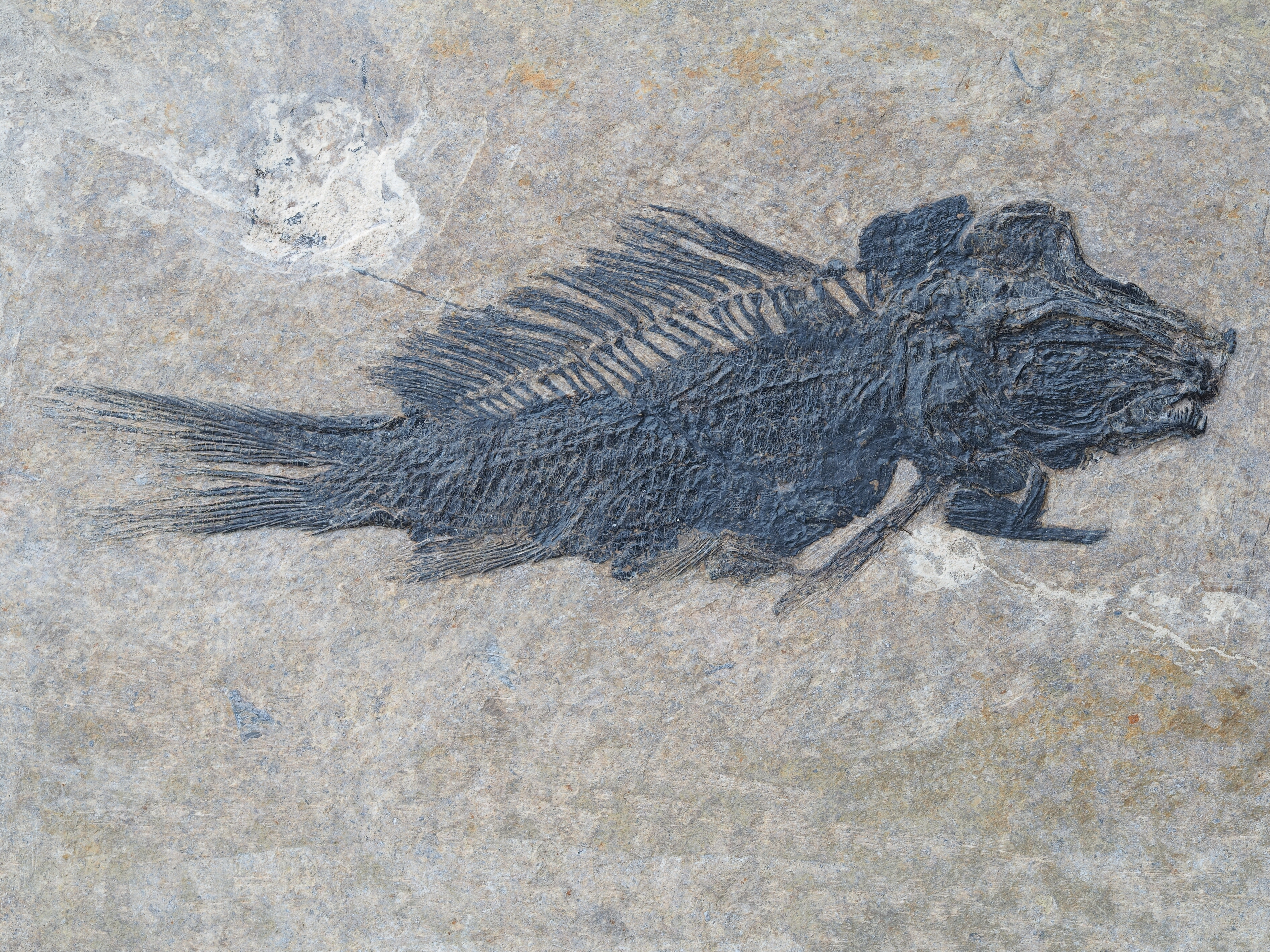
†Legnonotus krambergeri aus der Oberen Trias von Bergamo, Italien.

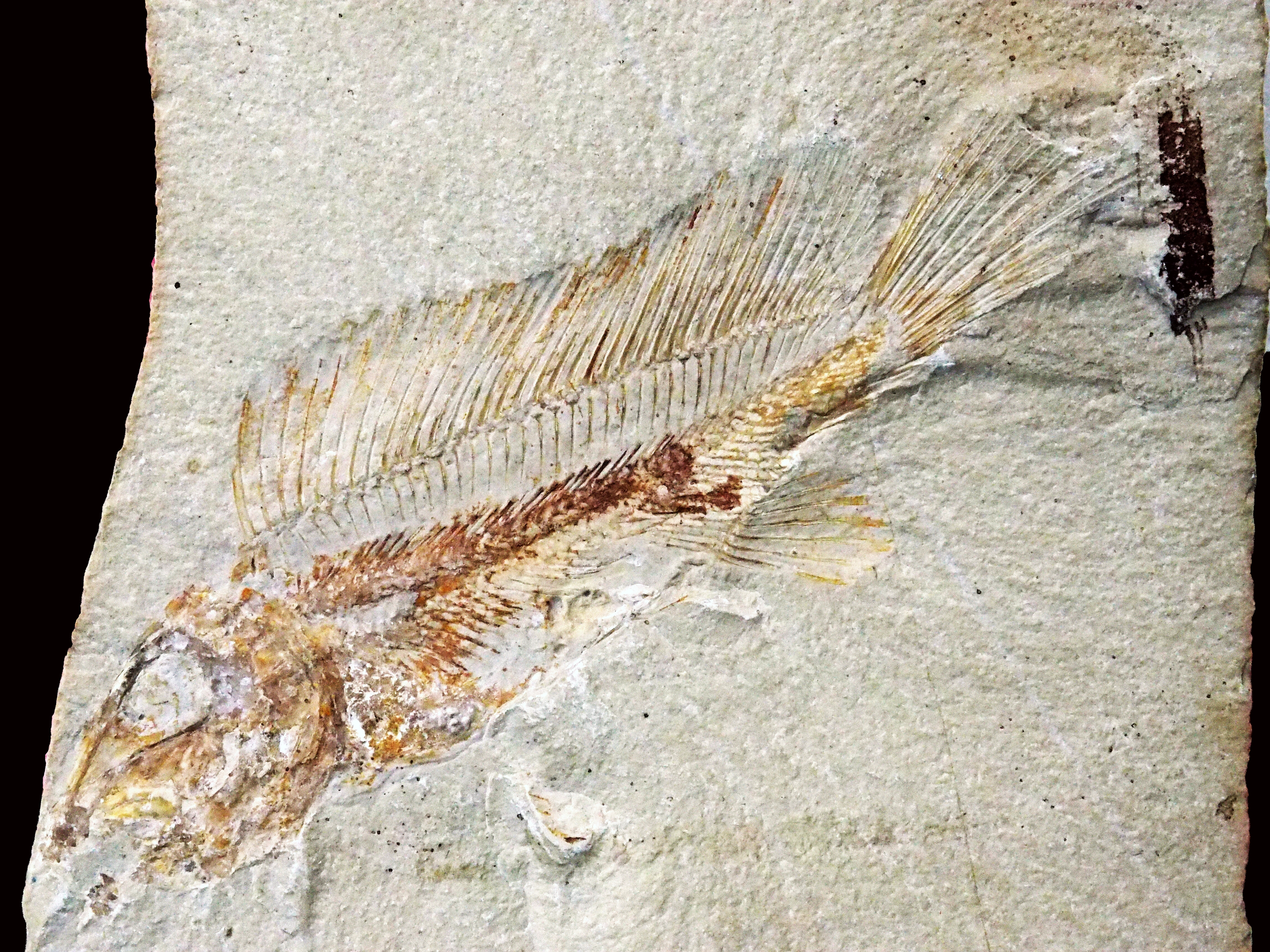
†Macrosemius rostratus Agassiz 1844 aus dem Jura (Tithonium) von Solnhofen, Deutschland.

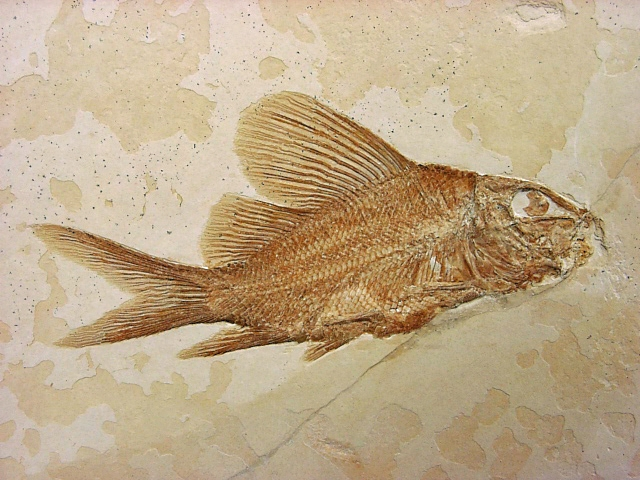
†Propterus elongatus Wagner 1863 aus dem Jura (Tithonium) von Solnhofen, Deutschland.

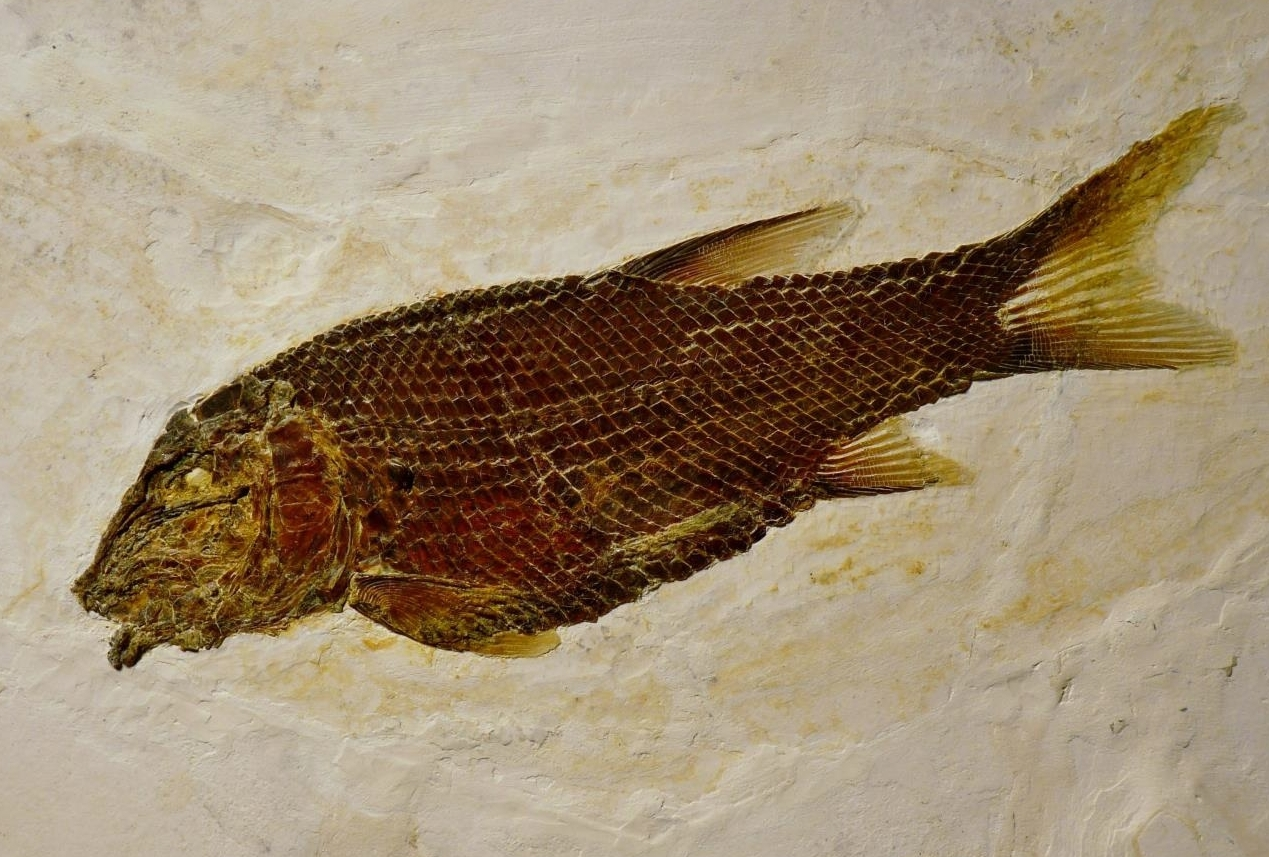
†Macrosemimimus fegerti Schröder et al. 2012 aus dem Jura von Ettling, Deutschland

Die Macrosemiidae sind eine ausgestorbene Familie mariner Knochenfische (Osteichthyes). Sie lebten von der Mitteltrias bis zur unteren Oberkreide. Die Macrosemiidae umfassen alle Gattungen, die näher mit Macrosemius als mit Callipurbeckia, Semionotus, Lepidotes oder Lepisosteus verwandt sind. Viele Gattungen waren wahrscheinlich Riffbewohner.

## Merkmale
Die Fische unterschieden sich durch die merkwürdigen Infraorbitalia (Knochen um die Augen) von allen anderen Knochenfischen. Die sieben Infraorbitalknochen unter dem Auge sind nach außen geklappt, die zwei hinter dem Auge sind röhrenartig. Die Rückenflosse ist oft langgestreckt oder zweigeteilt. Bei einigen Gattungen fehlen auf dem Rücken, rund um die Rückenflosse, die Schuppen. Die Tiere wurden sieben bis 24 Zentimeter lang.

## Systematik
Die Macrosemiidae gehören zu den Neuflossern (Neopterygii), haben sich wahrscheinlich aber sehr früh von den anderen Neopterygii getrennt. 
Gattungen:
- Aphanepygus Bassani, 1879
- Disticholepis Thiollière, 1873
- Enchelyolepis Woodward, 1918
- Eosemionotus Stolley, 1920
- Histionotus Egerton, 1854
- Legnonotus Egerton, 1854
- Macrosemius Agassiz, 1844
- Macrosemiocotzus Gonzalez-Rodriquez, Applegate & Espinosa-Arrubarrena, 2004
- Neonotagogus Bravi, 1994
- Notagogus Agassiz, 1835
- Orthurus
- Palaeomacrosemius Ebert, 2016
- Petalopteryx Pictt, 1851
- Propterus Agassiz, 1834
- Macrosemimimus Schröder et al., 2012